# Campionatul de război 1943-1944
Divizia A 1943-1944 a fost un campionat românesc de fotbal organizat de Federația Română de Fotbal în condiții dificile din cauza celui de-al doilea război mondial. A fost suspendat la sfârșitul celei de-a treisprezecea etape, pe 19 martie 1944, când Armata Roșie a invadat din nou Basarabia.
F.R.F. a dat un comunicat prin care se suspenda returul Campionatului de Război (echipele nu se mai puteau deplasa dintr-un oraș în altul). Așa că
Rapid, care conducea după tur cu 20 puncte, putea fi considerată Campioană de Război.

## Format
Campionatul a văzut, în continuitate cu sezonul precedent, 12 echipe participante care trebuiau să se întâlnească în tururi de acasă și în deplasare pentru un total de 22 de jocuri, cu ultimul club clasat retrogradat la Divizia B. A început la 4 septembrie 1943 și s-a încheiat la 19 martie 1944, echipele jucând între 11 și 13 jocuri.

## Echipe participante
| Club                      | Oraș          | Loc Liga I 1942-1943 | Loc Liga II 1942-1943 |
| ------------------------- | ------------- | -------------------- | --------------------- |
| UDR Reșița                | Reșița        | -                    | 1                     |
| Carmen București          | București     | 10                   | -                     |
| CFR Turnu-Severin         | Turnu-Severin | 5                    | -                     |
| FC Craiova                | Craiova       | 1                    | -                     |
| Gloria CFR Galați         | Galați        | 6                    | -                     |
| Juventus București        | București     | 11                   | -                     |
| FC Ploiești               | Ploiești      | 7                    | -                     |
| FC Rapid București        | București     | 2                    | -                     |
| Sportul Studențesc        | București     | 9                    | -                     |
| Unirea Tricolor București | București     | 3                    | -                     |
| Universitatea Sibiu       | Sibiu         | 8                    | -                     |
| Venus București           | București     | 4                    | -                     |

## Clasament final
M = Meciuri jucate;  V = Victorii;  E = Egaluri;  Î = Înfrângeri;  GM = Goluri marcate;  GP = Goluri primite; DG = Diferența de goluri; Pct = Puncte; 
Notă: Două puncte la victorie, un punct la egal.
Legendă:
| Campion al României. | Retrogradată la Divizia B. |